# Prislopu Mic
Prislopu Mic – wieś w Rumunii, w okręgu Ardżesz, w gminie Bascov. W 2011 roku liczyła 355 mieszkańców.